# Emilius Henricus Josephus Maria van Zinnicq Bergmann
Emilius Henricus Josephus Maria van Zinnicq Bergmann ('s-Hertogenbosch, 11 augustus 1847 - 's-Hertogenbosch, 16 maart 1908) was een Nederlands politicus.
Van Zinnicq Bergmann was een rechtsgeleerde, advocaat en archivaris in 's-Hertogenbosch, die zes jaar Eerste Kamerlid was. Daarnaast was hij actief in diverse besturen in die stad. Hij was de zoon van Tweede Kamerlid F.J.E. van Zinnicq Bergmann. Exponent van de Bossche katholieke elite en getrouwd met jonkvrouw Emilie Verheijen. Hij hield zich als senator vooral bezig met juridische onderwerpen. Hij wist, zo zei de Kamervoorzitter bij zijn herdenking, door zijn heldere voordracht en juiste formuleringen steeds te boeien.
Het advocatenkantoor van Emilius is nog altijd (2023) in werking onder dezelfde naam in Den Bosch.
Emilius van Zinnicq Bergmann is ook bekend vanwege zijn broer George, pastoor in Tilburg, die in het nieuws kwam omdat in zijn parochie de onopgeloste moord op de 11-jarige Marietje Kessels plaatsvond. Of de pastoor de dader van de moord was is nooit onderzocht.
- Biografisch Portaal: 00373484
- Digitale Bibliotheek voor de Nederlandse Letteren: zinn001
- Parlement.com: vg09lldlhyyo